# GE 80-ton

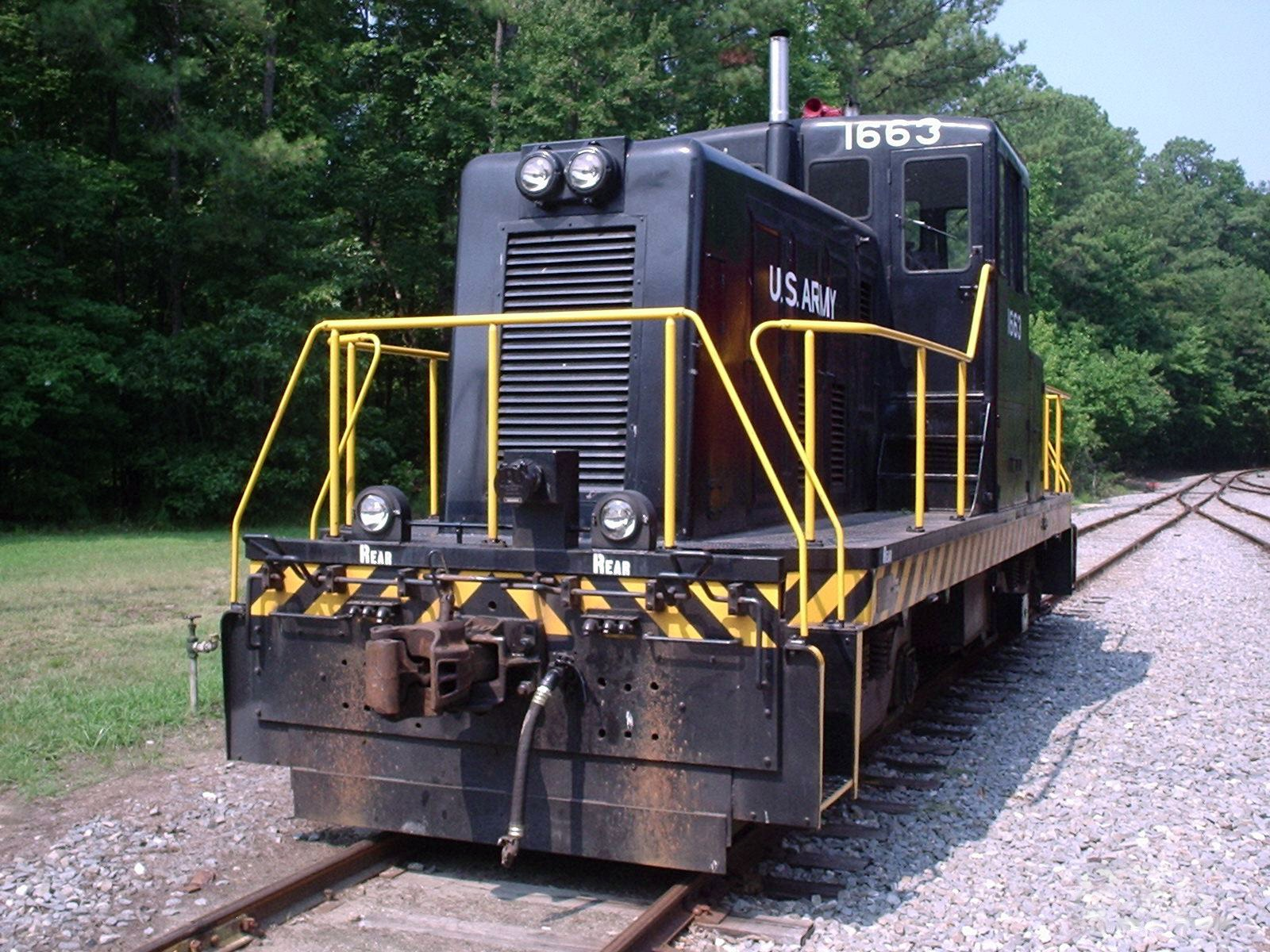
lGE 80-ton en service avec l'armée américaine.

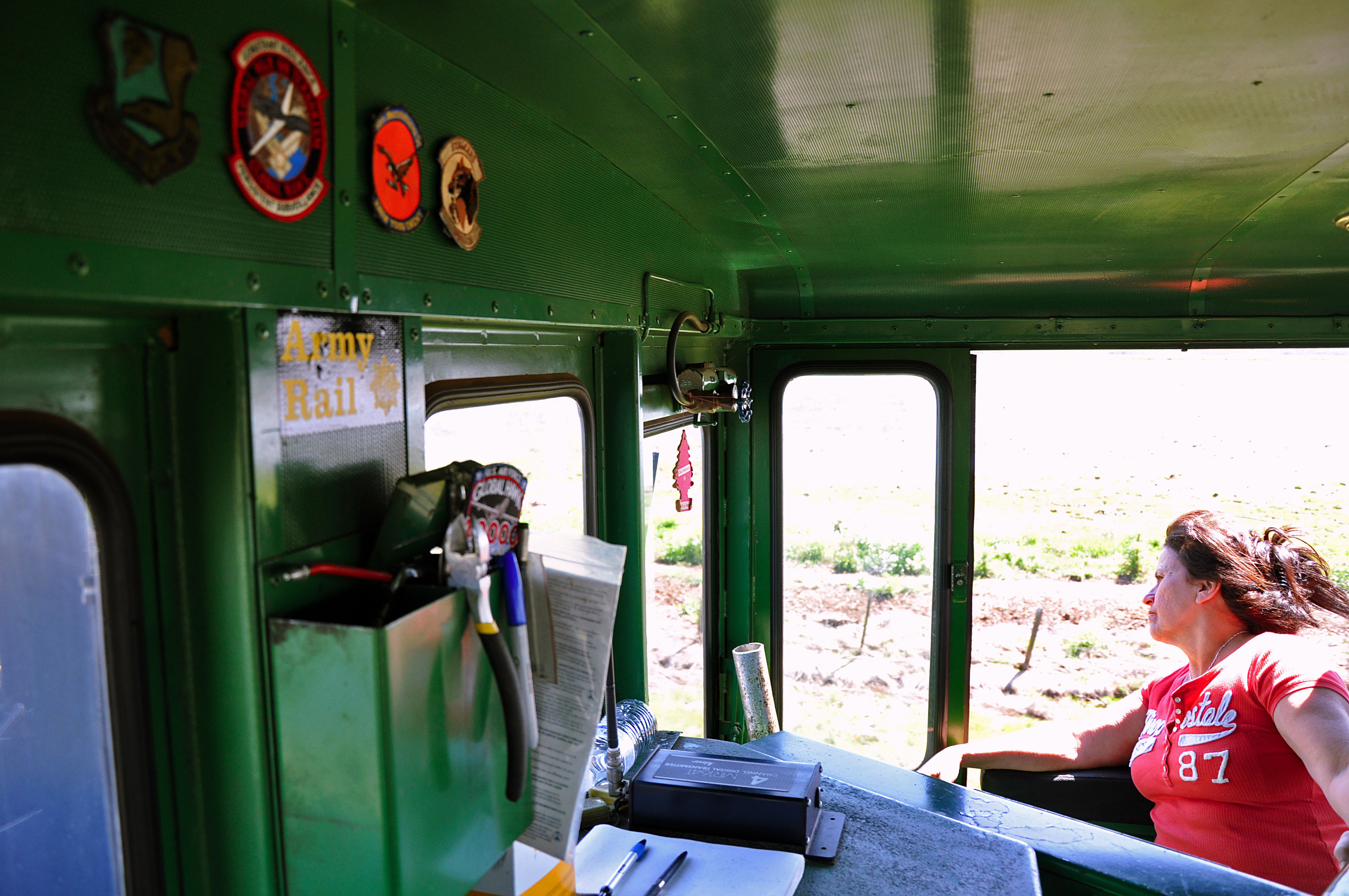
Cabine de contrôle de ce type de locomotive.

La GE 80-ton est un locotracteur industriel (industrial shunter ou industrial switcher en anglais) diesel produit par General Electric, pour le service dans les usines ou les ports. 